# 欧洲苕子
欧洲苕子（学名：Vicia varia）为豆科野豌豆属下的一个种。